# أدستوك (باكينجهامشير)
أدستوك (بالإنجليزية: Adstock)‏ هي قرية وأبرشية مدنية تقع في المملكة المتحدة في إنجلترا. يقدر عدد سكانها بـ 363 نسمة .